# Суверени војни малтешки ред
Суверени војни малтешки ред (СВМР), или званично Суверени војни болнички ред Светог Јована од Јерусалима, Родоса и Малте је суверени субјект међународног права без сопствене територије.  То је витешки и верски ред Римокатоличке цркве. Уједно, то је и најстарији ред, таквог типа, у свету.
Малтешки ред има статус посматрача у Организацији Уједињених нација. Има дипломатске односе са 104 државе и размењене амбасадоре са великим бројем земаља. Према међународном праву, Малтешки ред је суверена формација, а због ове чињенице се често третира и као држава. Суверенитет Малтешког реда се понекад посматра само на нивоу дипломатских мисија, али не као код суверенитета једне државе. Понекад опет, Малтешки ред се посматра као једна мала држава или микронација.
Државна управа Малтешког реда издаје своје пасоше, штампа сопствену валуту, поштанске маркице, па чак издаје и регистарске таблице. Велики Мајстор реда служи као подршка ватиканској дипломатској активности, у међународним односима, процесима приликом подношења петиција, у предлагању амандмана.

## Историја Малтешког реда
Године 1080. у Јерусалим је основана болница са циљем да се стара о сиромашним и болесним ходочасницима у Светој земљи. Након освајања Јерусалима 1099. у Првом крсташком рату болница је добила статус верског и витешког реда, како би се старала и бранила Свету земљу. Овај статус јој је званично признат папском булом од 15. фебруара 1113. године. После губитка хришћанских територија у Светој земљи, Ред је деловао са Родоса где је имао сувереност, а касније са Малте где је био вазална држава под шпанском вице-краљевином Сицилијом.
Након пада Јерусалима, 1187. године, прелазе на Кипар, а након тога на Родос. Када су Турци освојили Родос 1522. године, цар Светог римског царства Карло V их сели на Малту 1530. године. Након Велике опсаде 1565. године, на острву хоспиталци су подигли нови град који су по великом мајстору витешког реда Жану де ла Валети, назвали Ла Валета. Наполеон I је на свом походу ка Египту освојио Малту 1798, након чега су витезови повукли у Рим.

## Политика

### Односи са Србијом
Дипломатски односи Србије и Малтешког реда успостављени су средином 19. века. За време рата 1885. између Краљевине Србије и Кнежевине Бугарске, Малтешки ред је донирао српским железницама санитетски воз од 10 кола, који је саобраћао на релацији Београд-Ниш. Доласком комуниста на власт Југославије, након Другог светског рата, дипломатски односи се прекидају.
Поновни дипломатски односи Србије и Малтешког реда успостављени су 1. маја 2001. године. Од хуманитарних иницијатива у Србији, Малтешки ред је учествовао у пројекту хуманитарне помоћи хендикепираној деци у Прибоју, као и у пројекту обуке за трансплантацију органа. Пројекат „Докторова кула“, односи се на реконструкцију објекта намењеног деци оболелој од рака из унутрашњости Србије, а Ред је донирао 100 хиљада евра.
На завршној прослави Миланског едикта у Нишу, амбасадор овог Реда, Ди Лука је од стране патријарха Иринеја одликован орденом цара Константина. У Скупштини Републике Србије јануара 2013. формирана је нова (прва је формирана 2009) Парламентарна група пријатељства са Малтешким редом. Председник Групе је проф. др Владимир Маринковић. Споразум о сарадњи и испоруци хуманитарне помоћи Србији потписан је 11. децембра 2013. године.